# Fantasie en dagdromen
Fantasie en dagdromen zijn begrippen uit de psychologie. Het tegenovergestelde is realiteit. Fantasie betekent ook verbeeldingskracht, het vermogen tot fantaseren. Fantasie en dagdromen kan een hulpmiddel zijn en de creativiteit verhogen. Te veel dagdromen kan een mens beperken in het functioneren, maar dat neemt niet weg dat er genoeg mensen zijn die behoefte hebben aan een stukje fantasievolle aanvulling in het leven zonder hier nadeel van te ondervinden.
Bij fantasie en dagdromen wordt aan de onbevredigde verlangens voldaan via denkbeeldige prestaties. Fantasieën hebben vaak betrekking op situaties die onmogelijk zijn (zoals het bestaan van magische krachten) of (op korte termijn) onwaarschijnlijk zijn (zoals wereldvrede). Fantasieën kunnen ook seksueel van aard zijn. Een beetje fantasie kan geen kwaad en kan het leven leuker, spannender of grappiger maken of je door een lastige of eentonige situatie heen slepen. Bijvoorbeeld: iemand die zijn tanden poetst kan daarbij de fantasie hebben dat er kleine mannetjes in de tandpasta zitten en dat deze kleine mannetjes hun uiterste best doen om de tanden zo schoon mogelijk te maken. Dagdromen kan ook als een afweermechanisme dienen bij het verwerken van negatieve gevoelens of emoties of om de verveling te verdrijven.

## Definities
- Fantasie: Fantaseren is een mentale activiteit, waarbij uiteenlopende gegevens met elkaar in verband worden gebracht en dus nieuwe patronen kunnen ontstaan.
- Dagdromen: Rustig nadenken over de dingen die zouden kunnen gebeuren. Het is nuttig voor de organisatie van ons brein en ter voorbereiding van toekomstige gebeurtenissen. Als mensen aan het dagdromen zijn, werkt hun brein op volle toeren. Vooral hersendelen die worden gebruikt bij probleemoplossend denken, zijn actiever tijdens periodes van afleiding.

## Functie
Fantaseren is wel belangrijk, want het is nodig om te kunnen leren, en om te begrijpen hoe de wereld in elkaar zit. Men kan de wereld leren kennen door trial-and-error, dus door alles uit te proberen, maar ten eerste is dat niet efficiënt (het kost veel tijd en moeite) en ten tweede kan het ook gevaarlijk zijn. Het zou dan beter zijn om te fantaseren over wat er allemaal mogelijk is, en de omgeving laten uitleggen wat wel en niet kan of hoe het beste kan worden omgegaan met bepaalde situaties. Fantasie is voor veel mensen, en niet alleen in creatieve beroepen, een belangrijke inspiratiebron.

## Nadelen
Te veel dagdromen of fantaseren, vooral als het uit verveling of escapisme gebeurd, slaat makkelijk om in piekeren of het herkauwen van negatieve herinneringen en kan zelfs leiden tot depressie of apathie. In het meest extreme geval vlucht iemand in een fantasiewereld en belet het diegene om nog goed te kunnen functioneren in de maatschappij.
Een volwassene van wie het lijkt of deze constant in een fantasiewereld leeft, kan als een Walter Mitty-karakter worden gezien. In zo'n geval wordt iemand belemmerd in het maatschappelijk verkeer.